# Badr 6
Badr 6 – satelita telekomunikacyjny należący do arabskiego operatora Arabsat.
Znajduje się na orbicie geostacjonarnej (nad równikiem), na pozycji 26 stopni długości geograficznej wschodniej. Satelita ten nadaje sygnał stacji telewizyjnych i radiowych do odbiorców na Półwyspie Arabskim, a także w Afryce Północnej.

## Budowa
Satelita został zbudowany przez konsorcjum EADS Astrium, w oparciu o platformę Eurostar E2000+.
Czas trwania jego misji szacowany jest na 15 lat.

## Transpondery
Satelita wyposażony jest w 20 transponderów pasma Ku oraz 24 transpondery pasma C o szerokości pasma 36 MHz.

## Zasięg sygnału
Zasięg przekaźników obejmuje Azję Mniejszą (historyczna nazwa obszaru dzisiejszej Turcji) i Afrykę Północną. Słabszy sygnał dociera również do Europy Zachodniej, Południowej i Środkowej oraz krajów afrykańskich położonych w okolicach zwrotnika Raka.
Możliwy jest jego odbiór łącznie z pozostałymi satelitami w okolicy 26°E.
Są to: Badr 4 i Badr 5 (26,0°E) oraz Eutelsat 25B (25,5°E).